# Трофимов, Вадим Вадимович
Вадим Вадимович Трофимов (18 марта 1912, Российская империя, Симбирск — 9 декабря 1981, СССР, Москва) — советский художник-анималист, скульптор, график, член Союза художников СССР, Заслуженный художник РСФСР (1981), участник ВОВ, кавалер Ордена Красной Звезды. Основатель секции анималистики при Союзе художников Москвы. Изобретатель вида скульптуры «по металлическим выкройкам».

## Биография
Вадим Вадимович Трофимов родился 18 марта 1912 года в Симбирске (Ульяновск). С 1929 года учился рисунку у известного художника и скульптора Василия Ватагина и работал в Государственном Дарвиновском музее. В 1933 году окончил Харьковский художественный институт. До 1934 года работал художником в Харьковском зоопарке. С 1934 года — в Московском зоопарке, а с 1935 года — в Тбилисском зоопарке.
C 1930-х годов продолжительное время сотрудничал с издательствами «Детская литература» и «Просвещение», рисовал иллюстрации для журнала «Мурзилка». В 1938 году работал над оформлением павильонов ВДНХ вместе с Василием Ватагиным, Константином Флёровым и Георгием Никольским. Участник выставок с 1939 года. С 1941 года работает в «Окнах ТАСС». В 1943 году воевал на фронте в 902-м стрелковом полку. До 1960-х годов преимущественно работал как книжный иллюстратор и график. Далее начинает заниматься скульптурой. В 1961 году посетил Индию и Шри-Ланку. 
С 1940 года — член Московского Союза художников. В конце 1960-х годов основал секцию анималистики при Союзе художников Москвы, популяризировав жанр анималистики в СССР. Награжден орденом Красной Звезды, медалями «За оборону Москвы», «За освобождение Варшавы», «За взятие Берлина». С 1981 года — Заслуженный художник РСФСР.
Умер Вадим Вадимович Трофимов 9 декабря 1981 года, похоронен на Ваганьковском кладбище (12.1 уч.)

#### Семья
- Дочь — Ирина Вадимовна Трофимова (род. 1937), заслуженный художник РФ, член-корреспондент Российской академии художеств[7][8].

## Творчество
Скульптор Вадим Трофимов принадлежит к немногочисленному поколению художников-анималистов, учившемуся у первых самобытных мэтров российской анималистики И. С. Ефимова и В. А. Ватагина. В анималистику Трофимов пришёл благодаря своему увлечению лошадьми, когда он работал жокеем на ипподроме. Вадим Трофимов часто посещал различные заповедники, привозя оттуда много своих зарисовок. Среди них Аскания-Нова, Лапландский, Воронежский, Кандалакшский и другие. Однажды Вадим Трофимов вырезал из бумаги слона по просьбе своего друга, что подтолкнуло его на создание нового метода металлической скульптуры «по выкройкам». В скульптурах Вадима Трофимова совмещаются научный подход и художественное видение, а пластический язык его работ приобретает декоративную красочность. Вершиной творчества Вадима Трофимова считается создание им полномасштабных портретов животных. Вадим Трофимов проиллюстрировал десятки книг, тематических открыток и журналов. Работы Вадима Трофимова находятся в Государственном Дарвиновском музее, Государственной Третьяковской галерее, Биологическом музее имени К. А. Тимирязева и других музеях.

## Награды и звания
- Заслуженный художник РСФСР
- Орден Красной Звезды
- Медаль «За оборону Москвы»
- Медаль «За освобождение Варшавы»
- Медаль «За взятие Берлина»